# Прокопьевскуголь
«Прокопъевскуголь» — наприкінці XX століття — виробниче об'єднання з видобутку вугілля у Кемеровській області Росії.
До складу виробничого об'єднання входили 10 шахт, 25 пластів потужністю 0.7…22 м. Кут спаду 25…40°. Середня глибина розробки 300 м, найбільша — 425 м. Виймання вугілля буровибуховим способом (98%).
Нині — Управляющая компания «Прокопьевскуголь». Видобула у 2000 р. 7.1 млн т, 2001 р. — 8 млн т вугілля. С 2010 - СДСуголь.